# Onthophagus tagal
Onthophagus tagal es una especie de insecto del género Onthophagus, familia Scarabaeidae, orden Coleoptera.
Fue descrita científicamente por Boucomont en 1924.